# Charity Adams Earley
Charity Adams Earley (nascuda Adams; 5 de desembre de 1918 - 13 de gener de 2002) va ser un oficial de l'exèrcit dels Estats Units. Va ser la primera dona afroamericana que es va convertir en oficial del Cos Auxiliar de l'Exèrcit de Dones (més tard WAC) i va ser la comandant del 6888è Batalló del Directori Postal Central, que estava format per dones afroamericanes que servien a l'estranger durant la Segona Guerra Mundial. Adams va ser la dona afroamericana de més alt rang de l'exèrcit en acabar la guerra.
El 30 de novembre de 2018 es va dedicar un monument en homenatge a Fort Lee, Virgínia. Fort Gregg-Adams va ser rebatejat en honor a Earley i al tinent general Arthur J. Gregg el 2023, la primera base militar nord-americana que porta els noms dels afroamericans.
Va ser interpretada per Kerry Washington com a personatge principal a la pel·lícula del 2024 The Six Triple Eight que mostra l'experiència del 6888è Batalló del Directori Postal Central durant el seu servei a Europa.

## Biografia
Adams va néixer el 5 de desembre de 1918 a Kittrell, Carolina del Nord, i va créixer a Columbia, Carolina del Sud. Els seus pares creien fermament en l'educació i tenien grans èxits i el seu pare, Eugene Adams, graduat universitari, era un ministre episcopal metodista africà i la seva mare, Charity de soltera Nash Adams, era professora d'escola. Adams era el més gran de quatre fills. Un dels seus germans menors, John Hurst Adams, es va convertir en bisbe dins de l'AME i va fundar el Congrés de les Esglésies Negres Nacionals. Es va graduar a l'escola secundària Booker T. Washington com a doctora i a la Universitat Wilberforce d'Ohio el 1938, especialitzant-se en matemàtiques i física. Charity Adams Earley es va iniciar en el capítol Beta de Delta Sigma Theta Sorority, Inc. mentre assistia a la Universitat de Wilberforce. Després de graduar-se, va tornar a Columbia, on va ensenyar matemàtiques a l'escola secundària local mentre estudiava a temps parcial per obtenir un màster en psicologia a la Ohio State University, rebent el seu màster el 1946.

### Carrera
Adams es va allistar al Cos Auxiliar de Dones de l'Exèrcit dels Estats Units (WAAC) el juliol de 1942. Va ser la primera dona afroamericana a ser oficial al WAAC. En aquell moment, l'exèrcit nord-americà encara estava segregat, de manera que va ser col·locada en una companyia amb altres oficials afroamericanes i estacionada a Fort Des Moines. El 1943, va ser assignada com a supervisora de formació a la seu de la base.
A principis de 1944, Adams va ser reassignada com a oficial de control del Centre de Formació encarregat de millorar l'eficiència i la formació laboral. També tenia funcions addicionals típiques, com ara l'oficial de topografia (trobar objectes perduts) i l'oficial del tribunal sumari (manejar els delictes lleus de les dones).
El desembre de 1944, Adams va dirigir l'única companyia de WACs afroamericanes que mai va servir a l'estranger. Estaven estacionades a Birmingham, Anglaterra. Les dones van començar a socialitzar amb la ciutadania i van trencar els prejudicis d'ambdues parts. Adams va ser encarregada d'una unitat de servei de directori postal. Una altra part de la seva feina consistia en elevar la moral de les dones. Adams ho va aconseguir creant salons de bellesa on les dones es relaxessin i socialitzessin.
El març de 1945, va ser nomenada oficial al comandament del primer batalló de dones afroamericanes, el 6888è Batalló del Directori Postal Central. Van ser estacionades primer a Birmingham. Tres mesos més tard es van traslladar a Rouen, França, i després a París. Van ser les responsables del lliurament de milions de enviaments postals als soldats durant la Segona Guerra Mundial.
En acabar la guerra, la tinent coronel Adams era la dona afroamericana de més alt rang de l'exèrcit. En acabar la guerra, quan se li va preguntar sobre els seus èxits innovadors, Adams va respondre simplement: "Només volia fer la meva feina". Després de celebrar la victòria, va deixar el servei l'any 1946 per continuar la seva formació.

### Lluita contra la segregació i el racisme a l'Exèrcit
En créixer al sud, Adams va experimentar les dificultats de la segregació. Quan va ingressar a l'Exèrcit, encara s'enfrontava a la discriminació, però no tenia por de parlar i lluitar per la desegregació a l'Exèrcit. Una de les primeres batalles que Adams va lluitar per la igualtat va ser quan l'Exèrcit va proposar segregar el regiment d'entrenament. Quan li van dir que dirigiria un dels regiments segregats, es va negar. Posteriorment, l'exèrcit va decidir no crear regiments separats.
En una altra ocasió, quan un general va dir: "Enviaré un tinent blanc aquí per mostrar-vos com dirigir aquesta unitat", llavors el major Adams va respondre: "Sobre el meu cadàver, senyor". El general va amenaçar-la amb un tribunal marcial per desobeir ordres. Aleshores va començar a presentar càrrecs contra ell per utilitzar "un llenguatge que posava èmfasi en la segregació racial" i ignorar una directiva de la seu dels Aliats. Tots dos van abandonar l'assumpte, i el general després va arribar a respectar Adams.
Quan la Creu Roja va intentar donar equip per a un nou centre recreatiu segregat, Adams ho va negar perquè la seva unitat havia estat compartint el centre recreatiu amb unitats blanques.
Adams va animar el seu batalló a socialitzar amb els homes blancs que tornaven del front i fins i tot amb els residents d'allà on estiguessin estacionats. Volia crear camaraderia entre el personal i els oficials allistats i alleujar les tensions del racisme.

### Educadora
Després del seu servei a l'exèrcit, va obtenir un màster en psicologia a la Universitat Estatal d'Ohio. Després va treballar a l'Administració de Veterans a Cleveland, Ohio , però aviat va deixar per ensenyar a la Miller Academy of Fine Arts. Es va traslladar a Nashville i va ser la directora de personal estudiantil del Tennessee A&I College. Després es va traslladar a Geòrgia i es va convertir en la directora de personal estudiantil i professora assistent d'educació al Georgia State College. Més tard va formar part del consell d'administració del Sinclair Community College a Dayton, Ohio. Les escoles públiques de Dayton també van nomenar una de les seves escoles la "Charity Adams Earley Girls Academy" en el seu honor.

### Servei comunitari
Adams va dedicar gran part de la seva vida de postguerra al servei comunitari. Va formar part de la Junta Directiva de Dayton Power and Light, la Dayton Metro Housing Authority, la Dayton Opera Company, la Junta de Governadors de la Creu Roja Americana i la Junta de Síndics del Sinclair Community College. Va ser voluntària per a for NAACP, United Way, la United Negro College Fund, l'Urban League i la YWCA. També va codirigir el Programa de desenvolupament de lideratge negre.

### Vida personal
El 1949, Adams es va casar amb Stanley A. Earley Jr. Es van traslladar a Suïssa durant un temps mentre Stanley completava la facultat de medicina. Van tornar als EUA el 1952 i es van establir a Dayton on Stanley va treballar com a metge. Van tenir dos fills, Stanley III i Judith Earley.
Adams va morir als 83 anys el 13 de gener de 2002 a Dayton.

## Premis i honors
Adams va rebre molts honors i premis, com ara una dona de l'any del Consell Nacional de Dones Negres el 1946, les deu millors dones del Miami Valley Dayton Daily News el 1965 i el premi al servei a la comunitat del Senat de l'estat d'Ohio el 1989. El 1987, va rebre el Premi Rellotge d'Or de la Gent Gran. Va ser inclosa a la llista històrica de les 110 dones negres més importants de la Smithsonian Institution, Black Women Against the Odds, el 1982. Va ser incorporada al Saló de la Fama de les Dones d'Ohio el 1979 i al Saló de la Fama dels Veterans d'Ohio el 1993. també va ser inclosa al Saló de la Fama Negre de Carolina del Sud i nomenada ciutadana de l'any per la Junta de Comissionats del Comtat de Montgomery a 1991. 1997, Adams va ser inclòs al calendari d'història afroamericà de BellSouth.
També va rebre el doctorat honoris causa per la Universitat de Wilberforce i la Universitat de Dayton el 1991.
Les escoles públiques de Dayton van nomenar una de les seves escoles primàries només per a noies en el seu honor (la "Charity Adams Earley Girls Academy").
El 22 de març de 2022, el president Biden va signar una legislació que atorgava a Charity Adams i al 6888th Central Postal Directory Battalion la Medalla d'Or del Congrés, l'honor civil més alt del país.
El 8 d'agost de 2022, la Comissió de nomenclatura del Departament de Defensa dels Estats Units va fer recomanacions per als canvis de nom de publicació de l'exèrcit dels Estats Units per a les instal·lacions que portaven el nom dels soldats confederats. Entre ells hi havia que Fort Lee, Virgínia fos redesignat Fort Gregg-Adams, en honor del tinent general Arthur J. Gregg i de la tinent coronel Charity Adams Earley.  El 6 d'octubre de 2022, el secretari de Defensa, Lloyd Austin, va acceptar la recomanació i va ordenar que el canvi de nom es produís abans de l'1 de gener de 2024. El canvi de nom es va produir oficialment el 27 d'abril de 2023.
L'octubre de 2023, la NAACP de la sucursal de Dayton va honrar la tinent coronel Charity Adams Earley mitjançant la implementació del Premi d'excel·lència Tinent coronel Charity Adams Earley durant la seva 72a edició dels premis Dayton NAACP Hall of Freedom. La seva filla, Judi Earley, va lliurar el primer premi a l'honorable jutge Adele Riley.
A la pel·lícula del 2024 The Six Triple Eight, Adams va ser interpretada per Kerry Washington.

### Condecoracions
Medalla del Servei al Cos Femení de l'Exèrcit

## Obres
- Earley, Charity Adams. One Woman's Army: A Black Officer Remembers the WAC.  Texas A&M University Press, 1989. ISBN 0890963754. OCLC 88020181.